# Björn Wirdheim

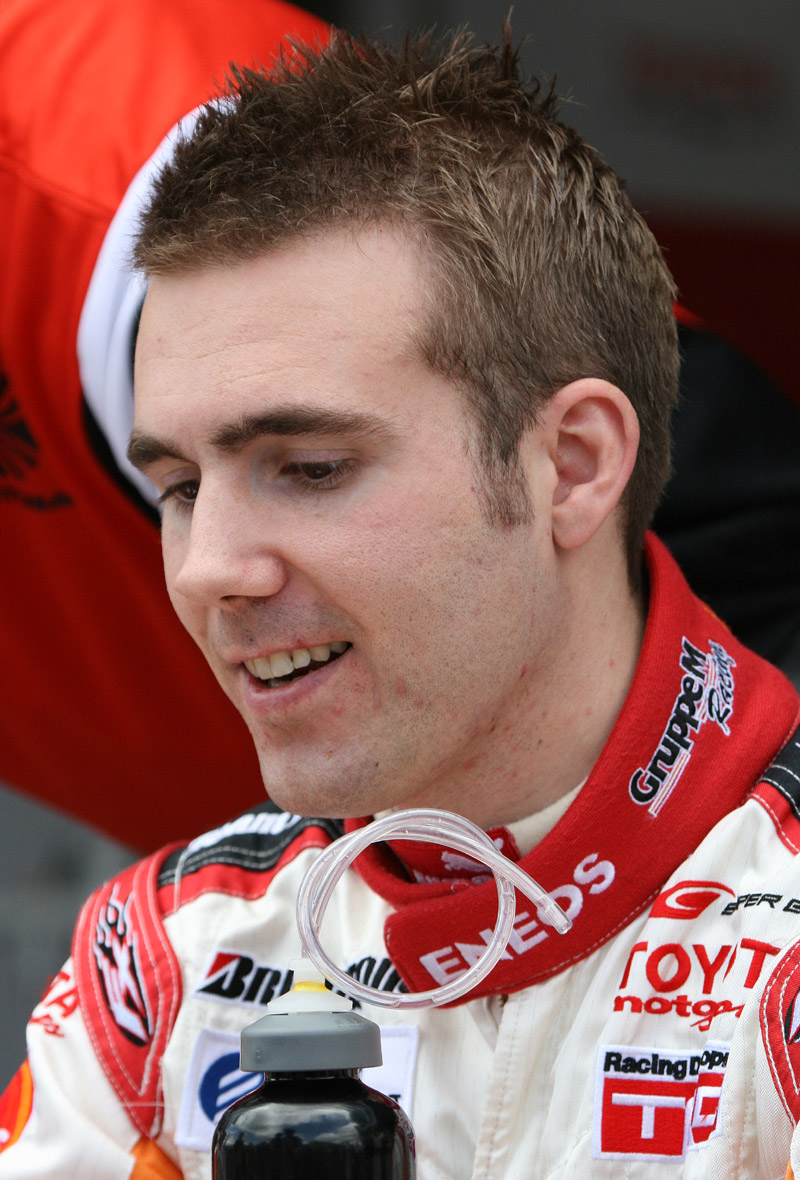
Björn Wirdheim

Björn Wirdheim (Växjö, 4 april 1980) is een Zweeds autocoureur.
Hij reed toen hij tien jaar oud was al in de karting. In 1996 stapte hij over naar de Zweedse Formule Ford 1600cc waarin hij in 1997 het kampioenschap won met niet minder dan zeventien overwinningen. De volgende twee jaar racete hij in de Formule Audi Palmer maar met twee podiumplaatsen waren dit teleurstellende seizoenen. In 2000 stapte hij over naar de Duitse Formule 3. Hij behaalde in 2001 de pole-position voor de Grand Prix van Macau.
Hij ging in 2002 in de Formule 3000 rijden waarin hij vierde in het algemeen klassement werd. In 2003 domineerde hij het seizoen zo hard dat er pitstops werden ingevoerd om de races spannender te maken. Zijn team, Arden International, domineerde ook deze discipline waardoor het opzet niet slaagde. Wirdheim werd met voorsprong kampioen. Het meest memorabele moment van het seizoen was echter op een moment dat hij niet won: Wirdheim dacht in de race in Monaco de finishvlag al gepasseerd te hebben waarna hij vertraagde bij zijn pitcrew. Hij gaf op die manier echter de overwinning weg aan Nicolas Kiesa.
Hij mocht in 2003 wel al testen voor Jordan en BAR. Wirdheim ging echter voor Jaguar rijden als derde rijder. Hij kon hierdoor elke vrijdag rijden op Formule 1-circuits. Het team werd echter gekocht door Red Bull wat een einde maakte aan de kansen van Wirdheim om voor het team te rijden aangezien hij nooit werd gesponsord door het merk.
Hierop ging hij in de Champ Car rijden voor het HVM Racing Team. Het team had echter permanent financiële problemen, waardoor het niet competitief was. Na een reeks matige resultaten, gingen Wirdheim en het team na elf races uit elkaar.
Sindsdien rijdt Wirdheim in de Formule Nippon het Super GT kampioenschap. Hij werd zesde in het kampioenschap van 2006.